# Balanod
Balanod est une commune française située dans le département du Jura, dans la région culturelle et historique de Franche-Comté et la région administrative Bourgogne-Franche-Comté.
Ses habitants sont les Balanodins.

## Géographie
Balanod est implanté sur deux régions naturelles : le Revermont et la Bresse.

### Communes limitrophes
|                         | Joudes (Saône-et-Loire) |                                |
| Condal (Saône-et-Loire) | Balanod                 | Montagna-le-Reconduit          |
|                         | Saint-Amour             | Les Trois Châteaux (L'Aubépin) |

### Climat
Pour des articles plus généraux, voir Climat de la Bourgogne-Franche-Comté et Climat du département du Jura.
En 2010, le climat de la commune est de type climat des marges montargnardes, selon une étude du Centre national de la recherche scientifique s'appuyant sur une série de données couvrant la période 1971-2000. En 2020, Météo-France publie une typologie des climats de la France métropolitaine dans laquelle la commune est exposée à un climat semi-continental et est dans la région climatique  Bourgogne, vallée de la Saône, caractérisée par un bon ensoleillement (1 900 h/an), un été chaud (18,5 °C), un air sec au printemps et en été et des vents faibles. 
Pour la période 1971-2000, la température annuelle moyenne est de 11,2 °C, avec une amplitude thermique annuelle de 17,4 °C. Le cumul annuel moyen de précipitations est de 1 211 mm, avec 12,8 jours de précipitations en janvier et 8,4 jours en juillet. Pour la période 1991-2020, la température moyenne annuelle observée sur la station météorologique de Météo-France la plus proche, « Varennes-st-sa », sur la commune de Varennes-Saint-Sauveur à 9 km à vol d'oiseau, est de 12,1 °C et le cumul annuel moyen de précipitations est de 1 043,2 mm. 
La température maximale relevée sur cette station est de 39,4 °C, atteinte le 24 août 2023 ; la température minimale est de −16,4 °C, atteinte le 20 décembre 2009,,. 
Les paramètres climatiques de la commune ont été estimés pour le milieu du siècle (2041-2070) selon différents scénarios d'émission de gaz à effet de serre à partir des nouvelles projections climatiques de référence DRIAS-2020. Ils sont consultables sur un site dédié publié par Météo-France en novembre 2022.

## Urbanisme

### Typologie
Au 1er janvier 2024, Balanod est catégorisée commune rurale à habitat dispersé, selon la nouvelle grille communale de densité à sept niveaux définie par l'Insee en 2022.
Elle appartient à l'unité urbaine de Saint-Amour, une agglomération intra-départementale regroupant trois  communes, dont elle est une commune de la banlieue,,. Par ailleurs la commune fait partie de l'aire d'attraction de Saint-Amour, dont elle est une commune de la couronne,. Cette aire, qui regroupe 7 communes, est catégorisée dans les aires de moins de 50 000 habitants,.

### Occupation des sols
L'occupation des sols de la commune, telle qu'elle ressort de la base de données européenne d’occupation biophysique des sols Corine Land Cover (CLC), est marquée par l'importance des territoires agricoles (48,6 % en 2018), en diminution par rapport à 1990 (52,7 %). La répartition détaillée en 2018 est la suivante : 
forêts (39,7 %), prairies (26,2 %), zones agricoles hétérogènes (22,4 %), zones urbanisées (5,6 %), mines, décharges et chantiers (3,5 %), zones industrielles ou commerciales et réseaux de communication (2,3 %), espaces verts artificialisés, non agricoles (0,3 %). L'évolution de l’occupation des sols de la commune et de ses infrastructures peut être observée sur les différentes représentations cartographiques du territoire : la carte de Cassini (XVIIIe siècle), la carte d'état-major (1820-1866) et les cartes ou photos aériennes de l'IGN pour la période actuelle (1950 à aujourd'hui).

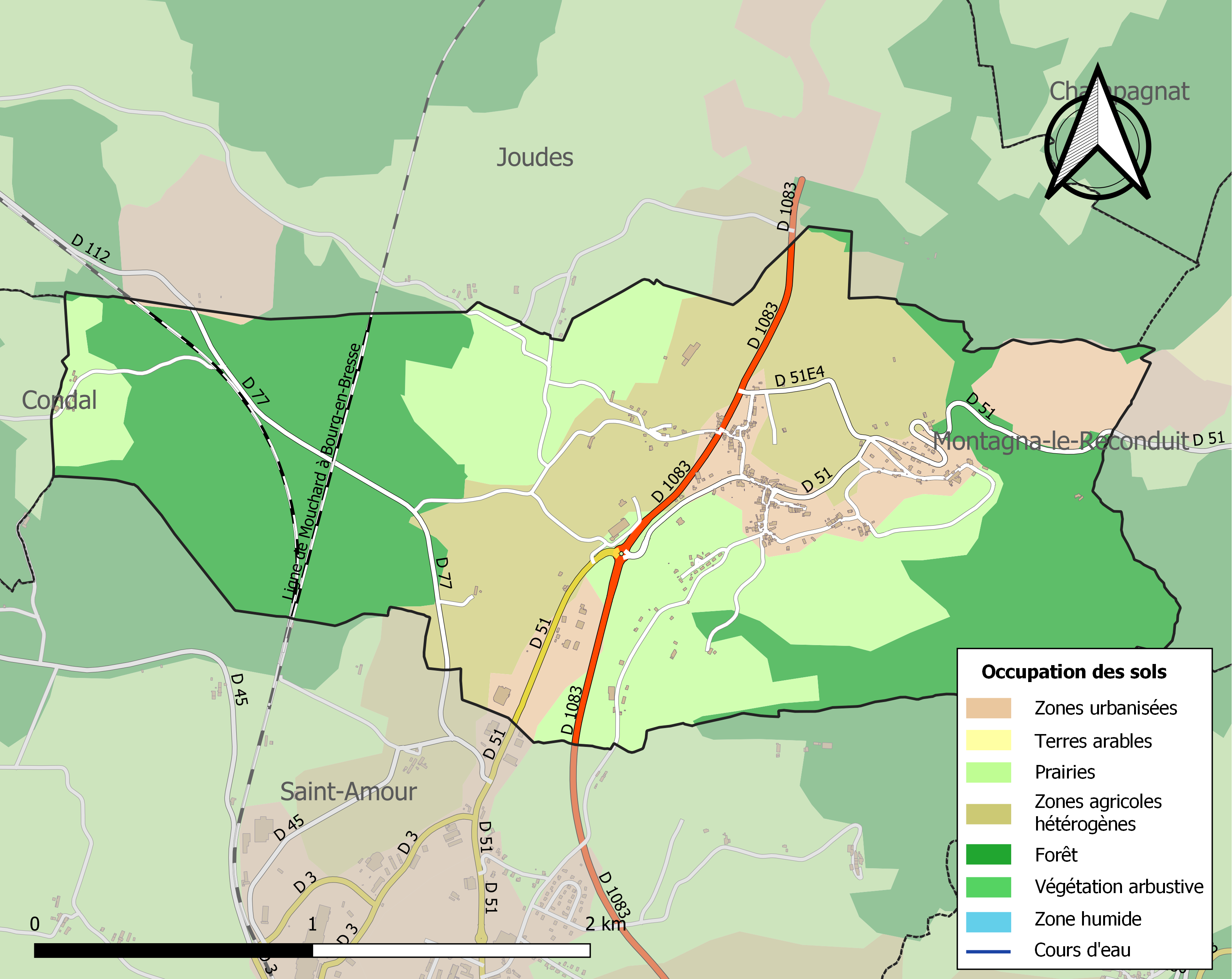
Carte des infrastructures et de l'occupation des sols de la commune en 2018 (CLC).

## Histoire
Le toponyme de Balanod est peut-être issu, selon Ernest Nègre, du nom romain Bellenus, augmenté du suffixe -avus.
Balanod possède une magnifique croix classée monument historique.
Le 20 février 1637, durant la guerre de Dix ans, le village est attaqué et conquis par les Comtois du colonel de Goux .

## Politique et administration
| Période   | Période   | Identité      | Étiquette | Qualité  |
| --------- | --------- | ------------- | --------- | -------- |
| mars 2001 | mars 2008 | Michel Terral |           |          |
| mars 2008 | En cours  | Michel Perret | DVG       | Retraité |

## Démographie
L'évolution du nombre d'habitants est connue à travers les recensements de la population effectués dans la commune depuis 1793. Pour les communes de moins de 10 000 habitants, une enquête de recensement portant sur toute la population est réalisée tous les cinq ans, les populations de référence des années intermédiaires étant quant à elles estimées par interpolation ou extrapolation. Pour la commune, le premier recensement exhaustif entrant dans le cadre du nouveau dispositif a été réalisé en 2007.

En 2022, la commune comptait 333 habitants, en évolution de −5,4 % par rapport à 2016 (Jura : −0,81 %, France hors Mayotte : +2,11 %).
| 1793 | 1800 | 1806 | 1821 | 1831 | 1836 | 1841 | 1846 | 1851 |
| ---- | ---- | ---- | ---- | ---- | ---- | ---- | ---- | ---- |
| 336  | 406  | 444  | 431  | 454  | 423  | 452  | 483  | 450  |

| 1856 | 1861 | 1866 | 1872 | 1876 | 1881 | 1886 | 1891 | 1896 |
| ---- | ---- | ---- | ---- | ---- | ---- | ---- | ---- | ---- |
| 468  | 441  | 460  | 470  | 452  | 467  | 510  | 436  | 445  |

| 1901 | 1906 | 1911 | 1921 | 1926 | 1931 | 1936 | 1946 | 1954 |
| ---- | ---- | ---- | ---- | ---- | ---- | ---- | ---- | ---- |
| 410  | 443  | 445  | 423  | 409  | 363  | 400  | 391  | 376  |

| 1962 | 1968 | 1975 | 1982 | 1990 | 1999 | 2006 | 2007 | 2012 |
| ---- | ---- | ---- | ---- | ---- | ---- | ---- | ---- | ---- |
| 392  | 327  | 327  | 297  | 319  | 293  | 317  | 320  | 341  |

| 2017 | 2022 | - | - | - | - | - | - | - |
| ---- | ---- | - | - | - | - | - | - | - |
| 349  | 333  | - | - | - | - | - | - | - |

## Culture locale et patrimoine

### Lieux et monuments
- Chapelle de Tous-les-Saints (XVIIe s.) ;
- Croix monumentale de Balanod (XVIIe siècle), classée au titre des monuments historiques depuis 1906[20] ;
- Moulin/marbrerie (XVIIIe-XIXe s.), inscrits à l'IGPC depuis 1993[21] ;
- Filature (XIXe s.), sise au lieu-dit « Sous Roche », inscrite à l'IGPC depuis 1993[22] ;
- Mairie-école (XIXe s.) ;
- Fontaines/lavoirs (XIXe s.).

### Personnalités liées à la commune
- Les arrière-grands-parents de Maurice Ravel.